# Episodi di Auf Achse (sesta stagione)
La sesta stagione della serie televisiva Auf Achse è stata trasmessa in anteprima in Germania dalla ARD tra il 2 gennaio 1996 e il 26 marzo 1996.
| nº | Titolo originale              | Titolo italiano | Prima TV Germania | Prima TV Italia |
| -- | ----------------------------- | --------------- | ----------------- | --------------- |
| 1  | Überraschung in Rotterdam     | inedito         | 2 gennaio 1996    | inedito         |
| 2  | Pulverfaß                     | inedito         | 9 gennaio 1996    | inedito         |
| 3  | Ab nach Kassel                | inedito         | 16 gennaio 1996   | inedito         |
| 4  | Racing Bull                   | inedito         | 23 gennaio 1996   | inedito         |
| 5  | Nichts als Ärger mit dem Kind | inedito         | 30 gennaio 1996   | inedito         |
| 6  | Schwarze Ladung               | inedito         | 6 febbraio 1996   | inedito         |
| 7  | Falsche Freunde               | inedito         | 13 febbraio 1996  | inedito         |
| 8  | Wo die Liebe hinfährt         | inedito         | 20 febbraio 1996  | inedito         |
| 9  | Ohne eins Spiel zwei          | inedito         | 27 febbraio 1996  | inedito         |
| 10 | Menschenhandel                | inedito         | 5 marzo 1996      | inedito         |
| 11 | Bel Ami                       | inedito         | 12 marzo 1996     | inedito         |
| 12 | Lisa und der Pumuckl          | inedito         | 19 marzo 1996     | inedito         |
| 13 | Viehdiebe                     | inedito         | 26 marzo 1996     | inedito         |